# Taquaritinga
Taquaritinga est une ville brésilienne de l'État de São Paulo.